# Hõbeda (Koonga)
Hõbeda – wieś w Estonii, w prowincji Parnawa, w gminie Koonga.